# Bernd Radig
Bernd Radig (* 24. Juli 1944 in Güttland (heute poln.: Koźliny) bei Dirschau) ist ein deutscher Informatiker und Physiker.

## Leben
Radig studierte an der Universität Bonn Physik, unter anderem bei Wolfgang Paul. Nach seinem Diplom ging er 1973 an die Universität Hamburg. Dort wurde er 1978 im Fach Informatik promoviert. Am gleichen Ort wurde er 1982 habilitiert. Einem Ruf an die Technische Universität München folgte er 1986. Er erhielt dort den Lehrstuhl für Bildverstehen und Wissensbasierte Systeme.
Das Spezialgebiet von Bernd Radig ist die Künstliche Intelligenz. Bildanalyse, maschinelles Sehen und der Einsatz von Operations-Robotern in der Medizin sind einige seiner Forschungsthemen.

## Ehrungen
Radig wurde das Bundesverdienstkreuz am Bande 1992 verliehen. Den Preis Pro meritis scientiae et litterarum erhielt er 2002 vom Bayerischen Staatsministerium für Wissenschaft, Forschung und Kunst.